# Cantó de Saint-Étienne-Nord-Oest-1
El cantó de Saint-Étienne-Nord-Oest-1 és un cantó francès al districte de Saint-Étienne (departament del Loira) que compta amb el municipi de Villars i part del de Sant-Etiève.
| Data d'elecció                           | Identitat      | Partit        | Qualitat |
| ---------------------------------------- | -------------- | ------------- | -------- |
| 1973-1991                                | Vital Merley   | Divers droite |          |
| 1991-2007                                | Hubert Pouquet | Divers droite |          |
| 2007-                                    | Paul Celle     | Divers droite |          |
| les dades anteriors no són pas conegudes |                |               |          |